# Saint-Martin-sous-Montaigu
Saint-Martin-sous-Montaigu is een gemeente in het Franse departement Saône-et-Loire (regio Bourgogne-Franche-Comté) en telt 373 inwoners (1999). De plaats maakt deel uit van het arrondissement Chalon-sur-Saône.

## Geografie
De oppervlakte van Saint-Martin-sous-Montaigu bedraagt 3,7 km², de bevolkingsdichtheid is 100,8 inwoners per km².
De onderstaande kaart toont de ligging van Saint-Martin-sous-Montaigu met de belangrijkste infrastructuur en aangrenzende gemeenten.

## Demografie
Onderstaande figuur toont het verloop van het inwonertal (bron: INSEE-tellingen).